# تشاك أوسبورن
تشاك أوسبورن (21 يناير 1939 - 17 أبريل 1979) (بالإنجليزية: Chuck Osborne)‏ هو لاعب كرة سلة أمريكي في مركز هجوم قوي الجسم. لعب مع فيلادلفيا سفنتي سيكسرز.

## وصلات خارجية
- تشاك أوسبورن على موقع إن بي أي (الإنجليزية)
- تشاك أوسبورن على موقع سبورتس رفرنس (الإنجليزية)
- تشاك أوسبورن على موقع كلية كرة السلة في سبورتس رفرنس.كوم (الإنجليزية)
- تشاك أوسبورن على موقع ريلجم (الإنجليزية)
- تشاك أوسبورن على موقع بروبوليرز (الإنجليزية)